# Anne-Claire Le Berre
Pour les articles homonymes, voir Le Berre.
Anne-Claire Le Berre est une athlète de l'équipe de France de voile olympique. 
Elle a pratiqué longtemps la voile en 470 et en Yngling, ancien voilier olympique, et est passée sur l'Elliott 6m, support olympique pour la nouvelle épreuve de Match racing féminin pour les Jeux olympiques de 2012. Elle a suivi le cursus Sportifs de Haut Niveau (SHN) de l'INSA de Rennes.

## Palmarès

### Championnat du monde
- 6e au championnat du monde de Yngling en 2008 et 2006

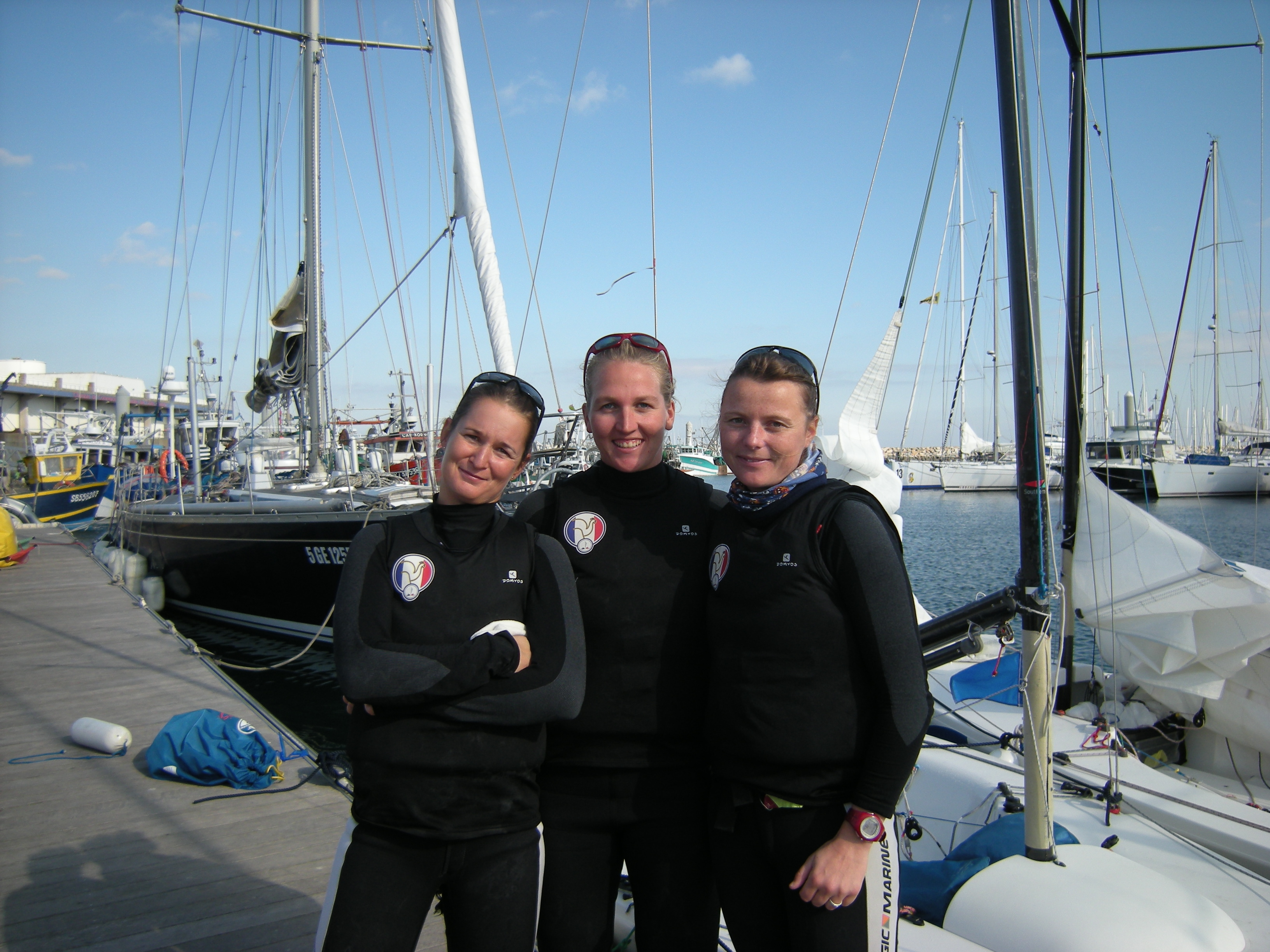
L'équipage 2011 : Alice Ponsar, Myrtille Ponge, Anne-Claire Le Berre
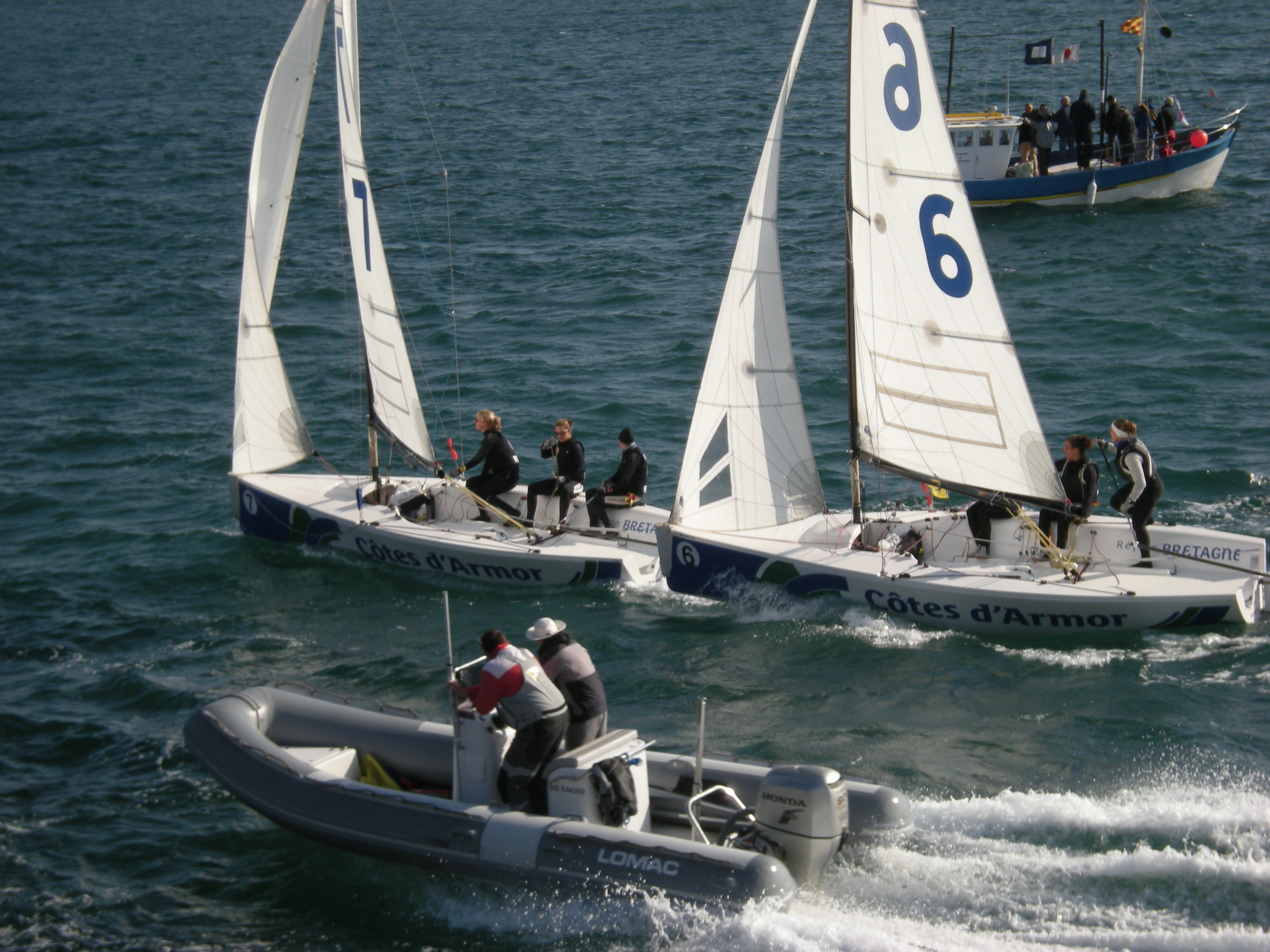
Petite finale St Quay Women Mach Racing 2011. Anne-Claire Le Berre (7) contre Silvia Roca Mata (6)

### Autres
- vainqueur de la Syraka Cup en octobre 2009 en Elliott 6m